# Иркутская улица (Москва)
Ирку́тская у́лица (название с 28 мая 1968 года) — улица в Восточном административном округе города Москвы на территории района Гольяново.

## История
Улица получила своё название 28 мая 1968 года по городу Иркутск в связи с расположением на востоке Москвы.

## Расположение
Иркутская улица проходит от Амурской улицы на север, пересекает Байкальскую улицу, далее к улице примыкают 2-й Иртышский проезд с запада и Черницынский проезд с востока, Иркутская улица проходит далее и оканчивается, не доходя до Лосиного Острова. Нумерация домов начинается от Амурской улицы.

## Примечательные здания и сооружения
По нечётной стороне:
- д. 3 — Московский экспериментальный завод № 1.

По чётной стороне:
- д. 2 — Научно-исследовательский институт парашютостроения.

## Транспорт

### Электробус
- 171: от Байкальской улицы до 2-го Иртышского проезда и обратно.

### Метро
- Станция метро «Щёлковская» Арбатско-Покровской линии — юго-восточнее улицы, на пересечении Щёлковского шоссе с 9-й Парковой и Уральской улицами.